# Soltjärnen, Jämtland
Soltjärnen är en sjö i Åre kommun i Jämtland och ingår i Indalsälvens huvudavrinningsområde. Sjön har en area på 0,0772 kvadratkilometer och ligger 318,6 meter över havet.

## Delavrinningsområde
Soltjärnen ingår i det delavrinningsområde (701935-141043) som SMHI kallar för Utloppet av Stor-Drafsjön. Medelhöjden är 306 meter över havet och ytan är 7,4 kvadratkilometer. Räknas de 3 avrinningsområdena uppströms in blir den ackumulerade arean 17,42 kvadratkilometer. Drafsjöbäcken som avvattnar avrinningsområdet har biflödesordning 2, vilket innebär att vattnet flödar genom totalt 2 vattendrag innan det når havet efter 259 kilometer. Avrinningsområdet består mestadels av skog (62 procent). Avrinningsområdet har 2,16 kvadratkilometer vattenytor vilket ger det en sjöprocent på 29,1 procent.